# Медведчиково (станция)
Медве́дчиково — станция Восточно-Сибирской железной дороги на южной линии Улан-Удэ — Наушки.
Расположена в микрорайоне Медведчиково Октябрьского района города Улан-Удэ, столице Республики Бурятия.

## История
Основана в 1967 году.
Пригородное движение поездов по маршруту Улан-Удэ — Загустай (реформированный Улан-Удэ — Наушки) по южной ветке ВСЖД отменено в 2014 году.

## Дальнее следование по станции
| № поезда | Маршрут движения | № поезда | Маршрут движения |
| -------- | ---------------- | -------- | ---------------- |
| 361      | Наушки — Иркутск | 362      | Иркутск — Наушки |